# بنيدورم

شعار البلدية

بلدية بني دُرم أو (نقحرة: بينيدورم) (بالإسبانية: Benidorm)‏، هي بلدية تقع في مقاطعة لقنت. جنوب شرق إسبانيا. يبلغ عدد سكانها 67,627 نسمة.
وأصل هذه الكلمة (بني دارم) وهم بطن من تميم استوطنوا هذا المكان أيام الحكم الاسلامي للأندلس.
مدينة بني دُرم (بالإسبانية : Benidorm)، هي مدينة تقع في مقاطعة اليكانتي. جنوب شرق إسبانيا. يبلغ عدد سكانها 67,627 نسمة. بني دُرم هي مدينة خاصة للسياح الهولنديين البريطانيين، حيث يأتون السكَان لها من كل مكان. بالإضافة إلى ذلك وجود منتجعات. بني دُرم يوجد فيه صف طويل من ناطحات السحاب حيث يشبه الساحل البلجيكي. وفي الحقيقة هذا يعزز من أعداد السائحين والمتاجر، بني دُرم غالباً ما تسمى "11th Belgian province" (المقاطعة البلجيكية 11th). بني دُرم المدينة الأولى في نمو السكَان ويكمن السبب في تواصل السكَان من داخل وخارج المدينة في وجود ناطحات السحاب حيث الفنادق الفخمة والنوادي الليلية، وهناك عدد كبير من السكَان يعملون في الأعمال الحرة.
كانت بني دُرم مدينة صناعية صغيرة. واليوم بين أرجاء المدينة وترى الفنادق والشواطئ وناطحات السحاب، التي بنيت نتيجة دور السياحة في الاقتصاد. مدينة بني دُرم لديها ثلاثة شواطئ سياحية رئيسية: بونينت، ولافانت ومال باس، كلهم يوجد لديهم معايير الجودة المعترف بها من قبل الاتحاد الأوروبي. فندق غران بالي، هو فندق 4 نجوم يقع في المدينة منذ 2002، طوله يصل إلى 186 متر الذي كان أطول من سكاي سكؤابير في إسبانيا لمدة حتى أنه تجاوز ابراج CTBA في مدريد.

## معرض صور

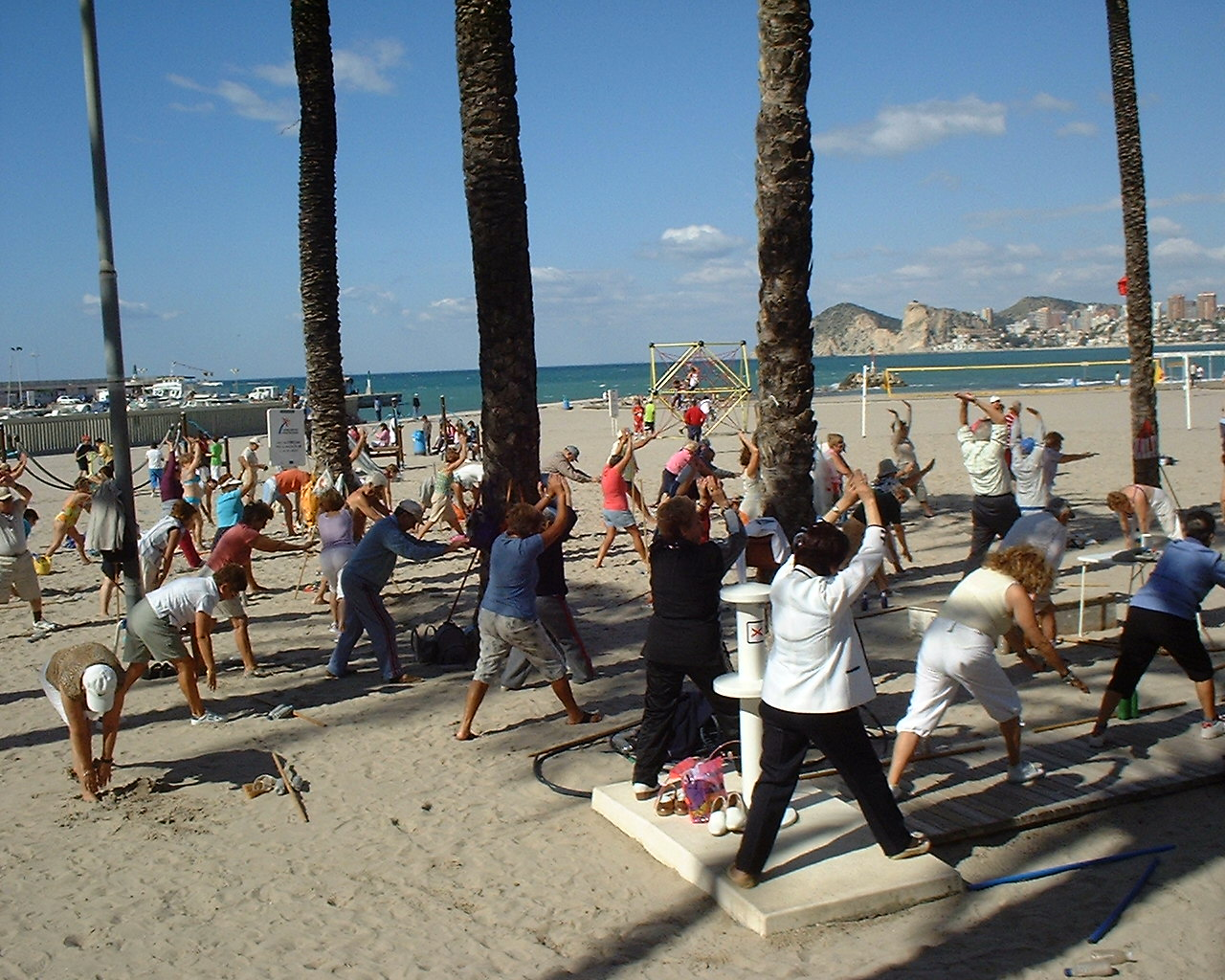
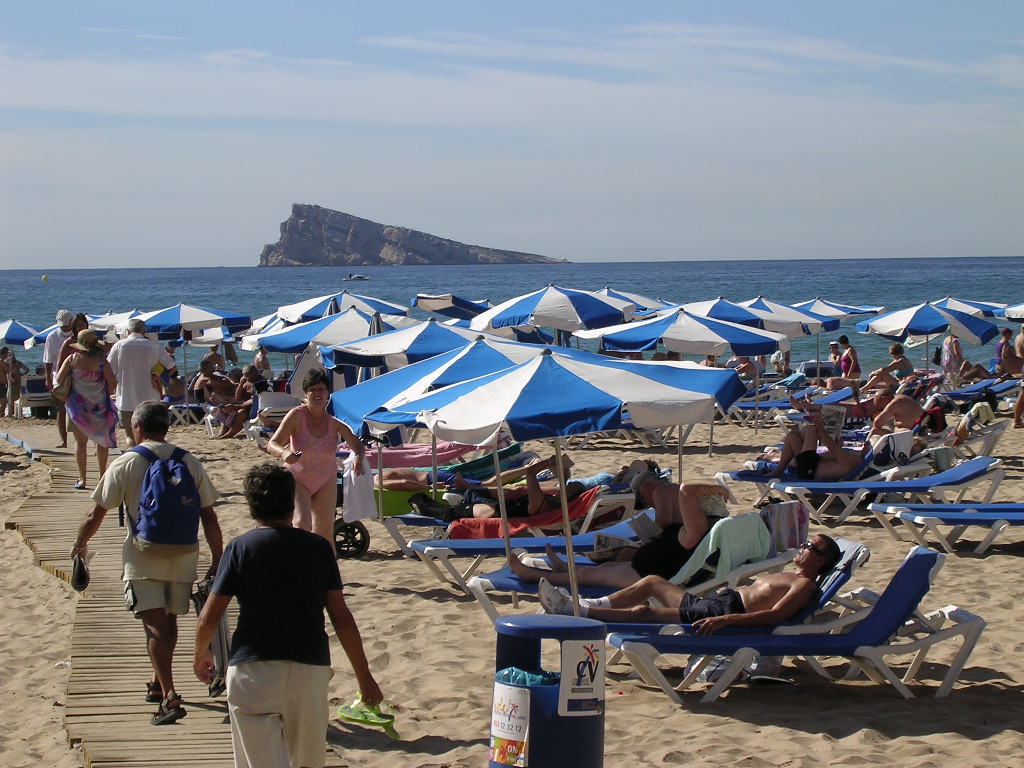
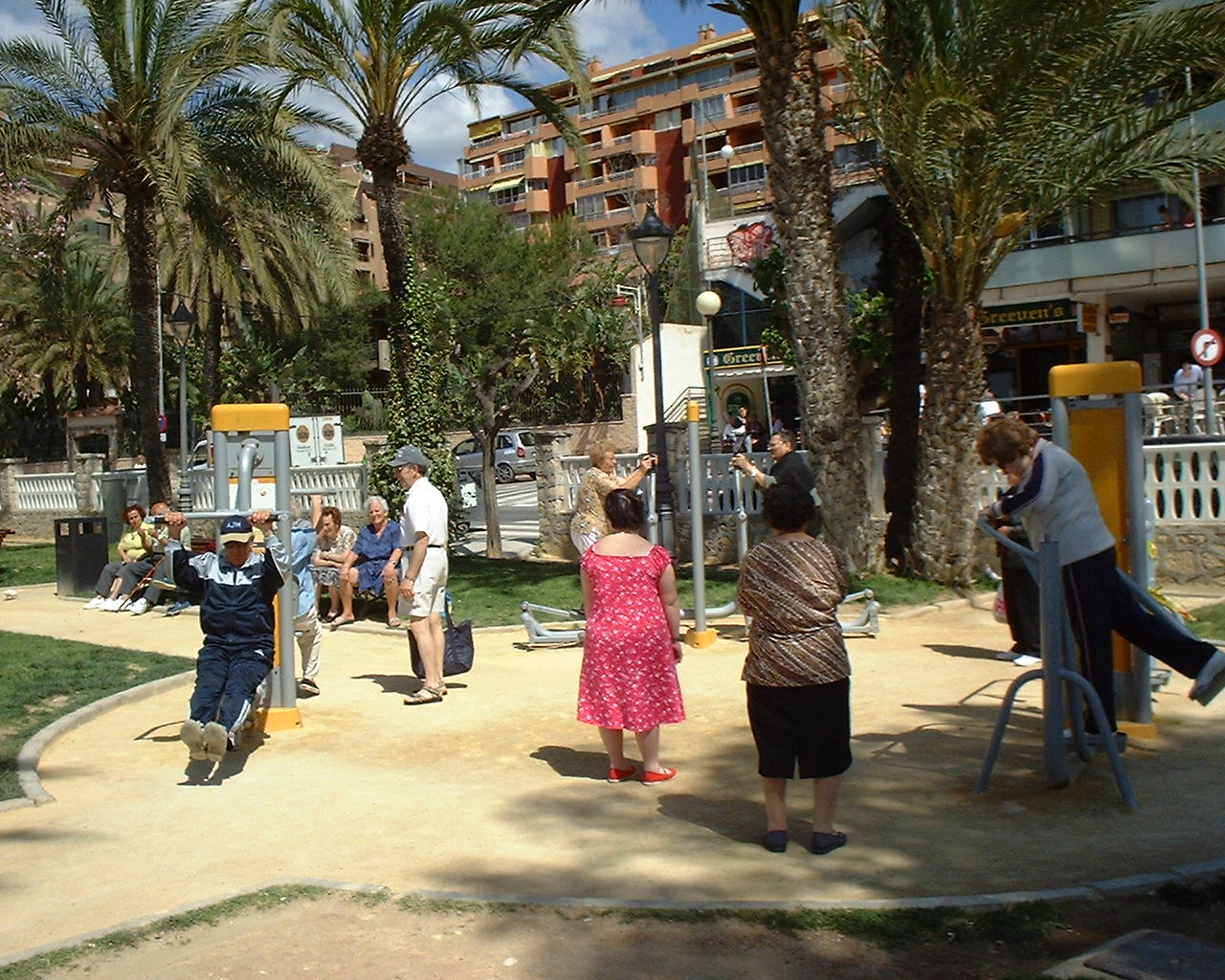
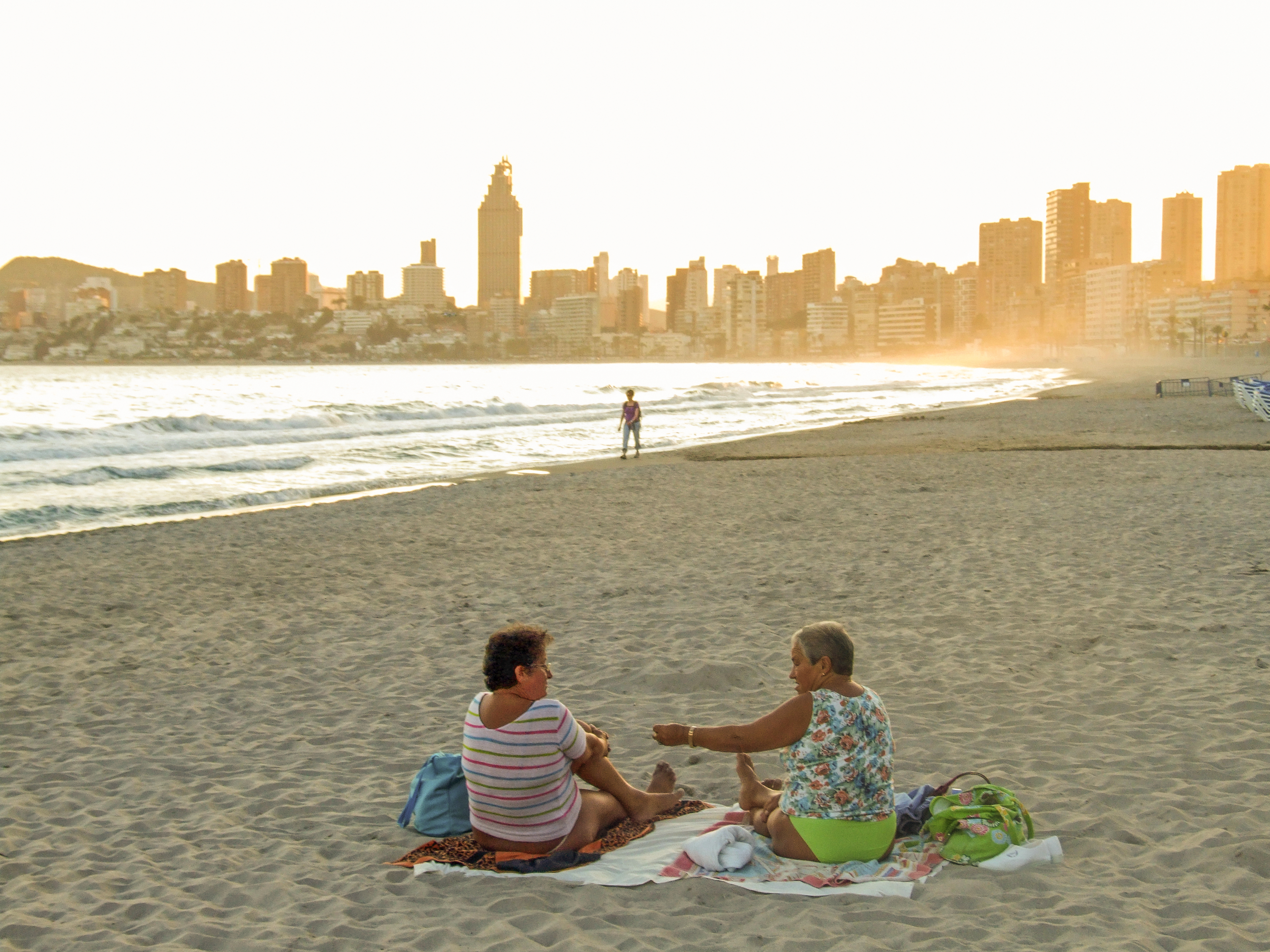
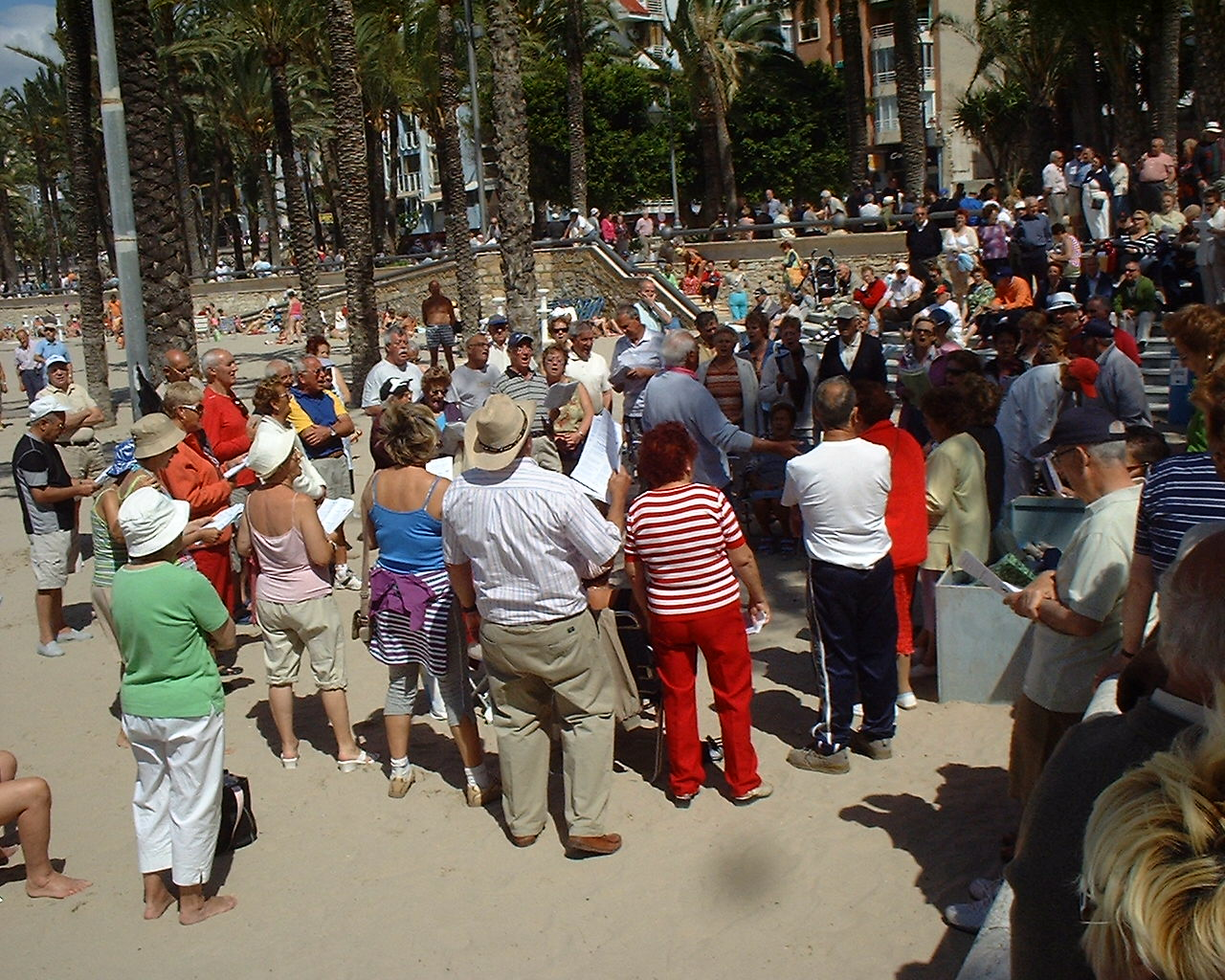

## توأمة
لبنيدورم اتفاقيات توأمة مع كل من:
- إيلات
- مانيزاليس
- لي كانيت

## أعلام
- أنتونيو لوبيز
- مانولو اسكوبار
- راؤول ميسا
- سالفادور أرتيغاس
- ماريانو سانز
- غويليرمو أمور
- أليخاندرو بلانكو سانشيز
- إيسيدورو مارتينيز فيلا

## وصلات خارجية
- (بالإسبانية)